# Rafle des notables
La rafle dite « des notables » est l'arrestation à Paris, le 12 décembre 1941, de 743 Juifs français par 260 hommes de la Feldgendarmerie et 200 membres de la Sipo-SD assistés de  policiers français. Les personnes arrêtées sont d'abord détenues à l’École militaire, puis transférées au camp de Royallieu, situé sur le territoire de la commune de Compiègne dans l’Oise. Ces personnes font partie, le 27 mars 1942, du premier contingent de Juifs déportés de France, la plupart est morte au camp d'Auschwitz.

## Contexte
L'ordre d'arrestation, donné le 5 décembre 1941, est donné après une série d'attentats anti-allemands en octobre et novembre de la même année. Ces attentats, qui conduisent également à l'arrestation des futurs « fusillés de Châteaubriant », permettent à l'armée d'occupation de prétendre que les responsables des attentats sont des Juifs et des agents anglo-saxons et ainsi de mener des actions de répression ciblées visant notamment les Juifs et les communistes. La rafle est mentionnée allusivement par une photo et un commentaire dans L'Émancipation nationale, l'organe hebdomadaire du Parti populaire français de Jacques Doriot.

## Arrestations

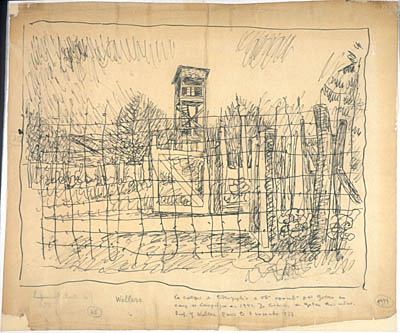
Le camp de Royallieu en 1942, par Jacques Gotko, document fourni par Georges Wellers.

Les rafles commencent le 12 décembre 1941 au matin. 743 notables juifs français, parmi lesquels des chefs d’entreprises, des commerçants, des ingénieurs, des médecins, des avocats, des intellectuels sont arrêtés à leur domicile, leur nom a été trouvé dans le « fichier juif » qui recensait les Juifs français. Parmi eux, figurent le géographe Jacques Ancel (1882-1943), l'ingénieur Henri Lang (1895-1942), René Blum (1878-1942), frère de Léon Blum, le romancier Jean-Jacques Bernard (1888-1972), l'entrepreneur Natan Darty (1920-2010), l'écrivain Maurice Goudeket (1889-1977), le dentiste Benjamin Schatzman (1877-1942), le futur historien de la Shoah Georges Wellers (1905-1991), Jacques Debré (1885-1969), frère du médecin Robert Debré et Léonce Schwartz (1878-1945), grand-père paternel d'Anne Sinclair.
Après leur arrestation à l'aube, ils sont rassemblés dans le manège du commandant Louis Bossut, à l’École militaire, puis transférés au camp de Compiègne-Royallieu, dans l'Oise où sont également envoyés 300 juifs étrangers en provenance du camp de Drancy où ils étaient déjà internés, pour atteindre le nombre de 1 000 détenus, demandé par les Nazis dans la perspective d'une déportation. Les 18 et 20 décembre 1941, 108 incarcérés sont libérés par les Allemands, en raison de leur âge (plus de 65 ans), de leur état de santé ou sur ordre spécial. Par la suite, d'autres détenus furent également libérés par les Allemands, en raison de leur état de santé, notamment le grand-père d'Anne Sinclair qui fut envoyé l'hôpital du Val-de-Grâce où il arriva le 24 février 1942, puis put quitter l'hôpital trois semaines plus tard.
Cette rafle, qui est antérieure à la conférence de Wannsee, à Berlin, de janvier 1942, et à la mise en œuvre de la « solution finale de la question juive », correspond toutefois au « projet » exposé par Hitler dès 1940 de « vider l'Europe de tous ses Juifs ». Elle est supervisée par Theodor Dannecker, conseiller aux affaires juives en France de 1940 à 1942, qui se rend à l'École militaire où il insulte les détenus en allemand : "Têtes de cochons, fils de truies, vous allez voir mes chers Messieurs !". Dannecker se rendra également au camp de Royallieu, trois jours après l'arrivée des détenus.

## Déportations
Le 27 mars 1942, un convoi de 565 détenus juifs du camp de Drancy est constitué à la gare du Bourget, puis 547 détenus de Compiègne sont ajoutés à ce convoi, dirigé par le SS Theodor Dannecker. Le convoi de 1 112 personnes est acheminé dans des wagons de troisième classe à Auschwitz. La majorité des Juifs arrêtés le 12 décembre 1941, dont René Blum et Natan Darty, est de ce premier convoi. Benjamin Schatzman quant à lui est déporté le 23 septembre 1942 par le convoi no 36, Georges Wellers par le convoi no 76, du 30 juin 1944.

## Postérité
- Une plaque commémorative est posée par l'association des Fils et filles de déportés juifs de France en 1999 à l'École militaire[19].

### Documentaires
- Pierre-Oscar Lévy, Jacky Assoun et Suzette Bloch, Premier convoi, 1992, 102 minutes.
- Gabriel Le Bomin, La Rafle des notables, 2022, 60 minutes[20], diffusé le 23 mars 2022 sur France 2  — d’après le livre d’Anne Sinclair (Grasset, 2020), retrace le sort des 743 Juifs arrêtés en décembre 1941, illustré par de nombreux témoignages, la présentation de documents d’archive et l'éclairage d'historiens, comme Laurent Joly, Annette Wieviorka, Denis Peschanski.